# Proales litoralis
Proales litoralis är en hjuldjursart som beskrevs av De Smet 1996. Proales litoralis ingår i släktet Proales och familjen Proalidae. Inga underarter finns listade i Catalogue of Life.